# Periodický zákon

Znázornění periodického zákona

Periodický zákon, který prezentoval 6. března 1869 Dmitrij Ivanovič Mendělejev, vychází z pravidelně se opakujících vlastností prvků. Hlavní myšlenka zákona zní: Vlastnosti prvků jsou periodickou funkcí jejich atomových hmotností, tzn. u prvků se pravidelně opakují podobné vlastnosti. Prvky s podobnými vlastnostmi mají stejný počet valenčních elektronů.
Chemické a fyzikální vlastnosti prvků závisejí na jejich atomových hmotnostech. Dnes je známo, že to není úplně pravda a i Mendělejev věděl, že hmotnost jodu je menší než hmotnost telluru. Přesto ho zařadil do své tabulky správně, protože se domníval, že jeho hmotnost byla určena špatně.
Roku 1913 pozoroval Henry Moseley pravidelnosti v rentgenových spektrech prvků. Objevil protonové číslo Z, zdůvodnil oprávněnost řadové posloupnosti prvků podle Mendělejeva a opravil formulaci periodického zákona. Vlastnosti prvků jsou periodickou funkcí jejich atomového čísla (dnes protonové číslo).

## Základní teze
Základní teze jeho přednášky pro Ruskou chemickou společnost v březnu 1869:
- Prvky, uspořádané podle atomové hmotnosti, vykazují periodicitu ve svých vlastnostech a chování.
- Prvky se stejným chováním mají téměř stejnou atomovou hmotnost (například platina, iridium, osmium) nebo atomová hmotnost se rovnoměrně zvyšuje (například draslík, rubidium, cesium).
- Uspořádání prvků nebo skupin prvků odpovídá jejich hodnotě a až na výjimky jejich charakteristickému chování.
- Nejhojnější prvky mají malé atomové hmotnosti.
- Atomová hmotnost určuje vlastnosti prvku, stejně jako vlastnosti molekuly jsou určeny její velikostí.
- Lze očekávat objev dalších prvků, například analogů hliníku a křemíku s atomovou hmotností mezi 65 a 75.
- Atomová hmotnost některých prvků může být korigována tímto uspořádáním. Například atomová hmotnost teluru musí být mezi 123 a 126. Nemůže to být 128.
- Některé charakteristické vlastnosti lze předpovědět na základě atomové hmotnosti.

Mendělejev později napsal, že když psal knihu o chemii, hledal klasifikaci chemických prvků. Kromě atomové hmotnosti se řídil jejich vlastnostmi:
- podobnosti při tvorbě sloučenin
- elektrochemické chování a valence
- krystalová forma sloučenin
- sklon k izomorfismu

## Potvrzení periodického zákona
Mendělejev díky svému periodickému zákonu předpověděl existenci a některé vlastnosti několika neobjevených prvků. Pojmenoval je podle umístění v tabulce.
- ekaaluminium (česky (první) po hliníku)
- ekabor ((první) po boru)
- ekasilicium ((první) po křemíku)

O několik let později byly tyto tři prvky objeveny a dostaly své názvy – gallium, skandium a germanium. Jejich vlastnosti se shodovaly s těmi předpovězenými a tak došlo k potvrzení periodického zákona, všeobecnému uznání jeho platnosti a ukončení snahy jej vyvrátit.
Další předpovězené prvky:
- dvitellur (druhý po telluru)[pozn. 1]
- ekajod
- ekamangan
- dvimangan[1]
- ekacesium

## Limity periodického zákona
Periodický zákon je nutno chápat jako zákon empirický, přibližný, jehož předpovědi periodického opakování vlastností založených zejména na valenčních elektronech nejsou absolutní. Skutečné chemické vlastnosti prvků jsou dány fundamentálními kvantově mechanickými zákony pro elektronový obal atomů, u těžších prvků jsou ovlivněné i relativistickými důsledky. 
Struktura elektronového obalu podle výstavbového principu (s předpokladem platnosti Madelungova pravidla) má své výjimky u některých přechodných a vnitřně přechodných kovů. Pro valenční slupku také s rostoucím protonovým číslem roste vliv relativistických korekcí, které začínají být významné již na konci 7. periody periodické tabulky.
Pro prvky s protonovým číslem nad 120 kvantově mechanické výpočty se započtením relativistických efektů provedené pro různé modely rozšířené periodické tabulky navíc nepotvrzují ani periodicitu se stoupajícím protonovým číslem.